# (989) Schwassmannia
(989) Schwassmannia est un astéroïde de la ceinture principale découvert le 18 novembre 1922 par l'astronome allemand Arnold Schwassmann. Sa désignation provisoire était 1922 MW.